# ぬくもりの内側
『ぬくもりの内側』（ぬくもりのうちがわ）は、千葉県のとあるホスピスを舞台に展開される、終末期医療をテーマとした日本映画。本撮影地は、千葉県/大阪府/沖縄県/長野県/鳥取県/タイ王国(バンコク）/オーストリア（ウィーン）。
2014年に田中壱征監督により、脚本第一稿が完成し、2019年に最終稿の完成の後、映画製作が開始された。追加撮影もありながら、2021年秋に本編が完成したが、新型コロナ禍で一般劇場公開の延期を余儀なくされた。2022年に厚生労働省推薦映画になったこともあり、同年春から1年半を通し、文化庁主催で全国各地の小中高等学校及び文化会館にて、授業として「学習上映」を重ねた（文化芸術鑑賞・体験再興事業）。のべ10000人弱の全国の生徒が鑑賞した。。
2023年春から最終編集微調整を繰り返し、2023年7月に映画「ぬくもりの内側」最新改訂版本編が完成した。2023年11月17日、東京イオンシネマ板橋にて一般公開し、ロングランとなった。
2024年以降も、全国各地で特別上映、プレミアム上映、チャリティー上映などが行われている。

## ストーリー構成
- プロローグ 自分を取り戻すために、看護師を辞め、故郷に帰郷し、身寄りのいない方々を守るため、ホスピスを立ち上げる榊原美穂
- エピソード1 孤児院で育った新垣裕子が、28歳で余命宣告をされてしまう。ウィーンにいるフィアンセに残すものとは・・・
- エピソード2 亡き夫が残していった義理の息子を必死に育て上げた林佳子の行き先は、病気と孤独だけだった・・・
- エピソード3 身寄りを全て失ったタイ人のレイと高度成長期を生き抜いて来た森本功の一人で戦う人生の中で・・・
- エピローグ 親子愛のバトンを渡す時とは？　榊原美穂が「今」をホスピス人生で頑張ってる本当の真相が明らかに・・

## キャスト
- 榊原美穂 - 白石美帆[9]
- 榊原佳代 - 三田佳子[9]
- 林ケイコ - 音無美紀子[9]
- 森本功 - 島田順司[9]
- 梶原医院長 - 野村真美[9]
- 木村弘子 - 高樹澪[9]
- 滝沢先生 - 渡辺裕之[9]
- 新垣裕子 - 榎木さりな[9]
- 市川建夫 - スギちゃん[9]
- 森治郎 - 森岡豊[9]
- 好井紀子 - 黒坂真美[9]
- 上田医師 - 丈[9]
- 佐山海人 - 市川博樹[10]
- 林誠 - 高杉一穂[9]
- 好井幸 - 尾上五月
- 高田師長 - ちあきしん[10]
- ときばあちゃん - 岡本茉利[10]
- 成田外科医 - 大林素子[9]
- 片瀬真一 - 袴田裕幸
- 井上裕太 - 武田知大
- 坂井千鶴 - 原めぐみ
- 竹中美由紀 - 高橋ゆづき[10]
- 林ヒロシ - 大倉弘也

## スタッフ
| 監督・原作脚本                   | 田中壱征                                                                                  |
| 制作プロデューサー               | 田中壱征、野村敬一、大塚耕二                                                              |
| アソシエイトプロデューサー       | 関西敏史、鈴木満、西山天龍                                                                |
| 公共・学校教育事業プロデューサー | 野村雄大                                                                                  |
| 推薦                             | 厚生労働省                                                                                |
| 協力企業                         | 三菱UFJ信託銀行、京阪電気鉄道、全日本空輸                                                 |
| 顧問                             | 平田崑（平田オフィス会長）、倪健、中田選                                                  |
| 協力                             | 平哲夫、岡田至永、鈴木明夫、片山英昭                                                      |
| アソシエイト                     | 正路隆弘、江連ひろ子、福地裕吉                                                            |
| DOP                              | 野田雅之                                                                                  |
| 撮影                             | 高井啓太、髙木優充、宮里昌志、月元映里                                                    |
| 編集                             | 野田雅之、髙木優充                                                                        |
| 空撮                             | 髙木優充、根来利光、山際智之、岩本守弘                                                    |
| 美術                             | 栗原裕也                                                                                  |
| 音楽プロデューサー               | 日吉孝夫                                                                                  |
| 音楽                             | 佐藤政志                                                                                  |
| ＭＡ                             | 伊世照明                                                                                  |
| VFX                              | 浜島広平、金子隆澄                                                                        |
| 技術協力                         | 丸山大悟                                                                                  |
| 整音                             | 尾立昌典                                                                                  |
| レコーディング                   | 児玉肇(RisingRecordingStudio)、黑田大基(Rising Recording Studio)、佐藤真治(BIGMADE MUSIC) |
| トレーラーナレーション           | 市川博樹                                                                                  |
| インフォマーシャルMC             | 鵜戸あすか                                                                                |
| 企画・制作                       | ISSEY FILMS                                                                               |
| 製作・商法登録                   | FEEL PICTURES                                                                             |
| 司法協力                         | 若狭勝                                                                                    |
| 医事監修                         | 亀田信介（亀田総合病院院長）、大塚喜人（亀田総合病院）                                    |
| 医療監修                         | 土井紀弘（医療法人社団創造会理事長）                                                      |

## 主題歌
- 「家族写真」
  - 歌：森山良子[9] ／ 作詞：松井五郎 ／ 作曲：森山良子

## オープニング曲
- 生まれて来た奇跡（Instrumental）
  - 作曲：佐藤政志 ／ 編曲：小岩伸也

## 挿入歌
1. YOUR LOVE
歌：八反安未果 ／ 作詞・作曲：八反安未果
2. 命の限り
歌：ジョニー大倉 ／ 作詞・作曲：ジョニー大倉
3. 生まれて来た奇跡
歌：美原奈緒 ／作詞：有澤未来 ／ 作曲：佐藤政志 ／ 編曲：小岩伸也
4. あふれる涙
歌：鈴木有太 ／ 作詞・作曲：鈴木有太
5. 想い出の玉手箱
歌：dakaram ／ 作詞・作曲：dakaram ／ 編曲：都丸翔
6. Dear Mama
歌：CHOCO ／ 作詞・作曲：CHOCO
7. Story
歌：STRANGE BLUE ／ 作詞・作曲：村瀬達也
8. あなたでよかった
歌：Yaco , Unico , Licana ／ 作詞：HAnNAH ／ 作曲：笠井俊佑 ／ 編曲ピアノ：山元香那子
9. 永遠の誓い
歌：笠井俊佑 ／ 作詞・作曲：笠井俊佑
10. 今でも胸に
歌：芽亜利・J ／ 作詞・作曲：芽亜利・J
11. Your Way
歌：明石千明 ／ 作詞・作曲：明石千明
12. 悲しみの丘を越えて行け
歌：長谷川ひろこ ／ 作詞・作曲：長谷川ひろこ
13. 谷川の流れ
歌：水口由美 ／ 作詞：水口由美 ／ 作曲：Johannes Brahms
14. Prelude
歌：栗田伸樹 ／ 作詞：栗田伸樹 ／ 作曲：佐藤政志 ／ 編曲：小岩伸也
15. いつもと同じ夜
歌：美原奈緒・青木あゆみ ／ 作詞・作曲：佐藤政志 ／ 編曲：小岩伸也
16. いにしえ
作曲：美原奈緒 ／ 編曲：角谷和俊
17. affection
作曲：小岩伸也 ／ 編曲：小岩伸也
18. Be Alert
作曲：佐藤政志 ／ 編曲：小岩伸也